# Musée préfectoral d'Art de Hyōgo

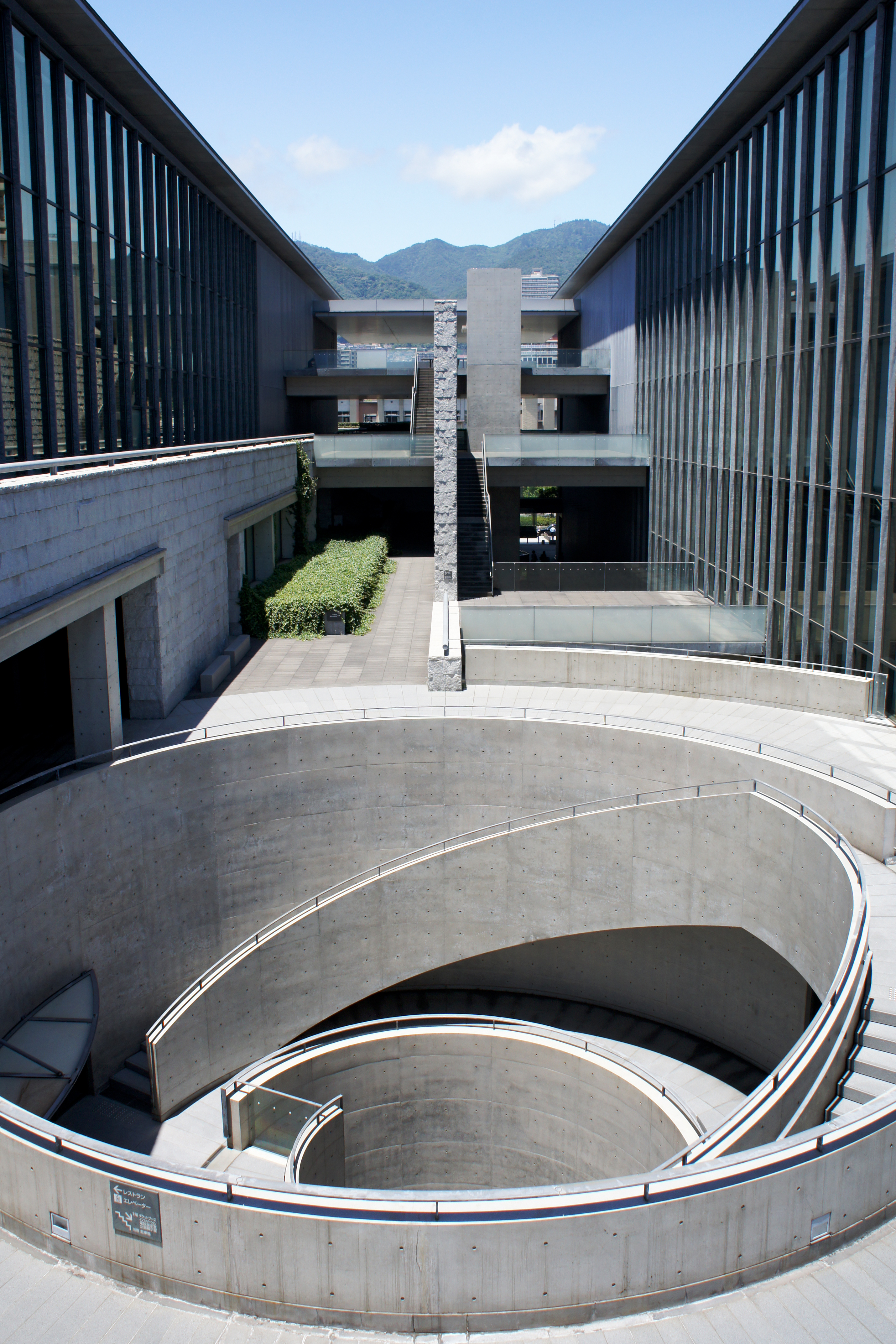
Vue d'une cour intérieure du bâtiment.

Le musée préfectoral d'Art de Hyōgo (兵庫県立美術館, Hyōgo Kenritsu Bijutsukan) se trouve dans un bâtiment construit à cet effet dans l'arrondissement Nada à Kōbe, préfecture de Hyōgo au Japon. Il est ouvert en 2002.
Les collections du musée sont constituées principalement de sculptures japonaises et étrangères, d'impressions japonaises et étrangères, de peintures de style occidental et japonais (nihonga) en relation avec la préfecture de Hyōgo ainsi que d’œuvres japonaises de l'ère moderne et d'art contemporain.
Le bâtiment du musée est une construction moderne en béton réalisée par le célèbre architecte Tadao Andō.
Le musée préfectoral d'Art de Hyōgo apparaît de manière fictive dans le roman Rétine de Théo Casciani.